# NGC 6972
NGC 6972 is een spiraalvormig sterrenstelsel in het sterrenbeeld Dolfijn. Het hemelobject werd op 15 augustus 1863 ontdekt door de Duitse astronoom Albert Marth.

## Synoniemen
- UGC 11640
- MCG 2-53-4
- ZWG 425.11
- NPM1G +09.0513
- PGC 65485